# ایوونا مارسینکویچ
ایوونا مارسینکویچ (انگلیسی: Iwona Marcinkiewicz؛ زادهٔ ۲۳ مهٔ ۱۹۷۵) کماندار اهل لهستان است.